# Присутствие духа
«Присутствие духа» (англ. Presence of Mind) — независимый триллер 1999 года, снятый по роману Генри Джеймса «Поворот винта». Совместным производством занимались США и Испания, режиссёр картины — Антони Алой, также выступивший одним из авторов сценария и одним из операторов.

## Сюжет
Молодую женщину нанимают в качестве гувернантки, чтобы присматривать за недавно осиротевшими братом и сестрой — Флорой и Майлзом. Вскоре женщина начинает видеть призраков, а дети — вести себя очень странно.

## В ролях
- Сэйди Фрост — Гувернантка
- Джек Тейлор — Отец
- Джуд Лоу — Секретарь
- Лорен Бэколл — Мадо Реми
- Харви Кейтель — Мастер
- Элла Джонс — Флора
- Нило Мар — Майлз
- Том Келлер — Фотограф
- Хуана Гинзо — Бэл
- Кармен Понс — Айна
- Огусти Вияронга — Фоск

## Интересные факты
- Съёмки проходили на Балеарских островах в Испании[1].
- На протяжении периода с 1957 по 2009 год в разных странах мира было снято около 20 экранизаций произведения[2].

## Премии
Фильм занял второе место на фестивале «Fant-Asia Film Festival» в 2001 году, получив премию в номинации «Лучший иностранный фильм».